# 17e étape du Tour de France 2011
Pour un article plus général, voir Tour de France 2011.
La 17e étape du Tour de France 2011 s'est déroulée le mercredi 20 juillet 2011. Elle est partie de Gap dans les Hautes-Alpes et arrivée à Pignerol dans le Piémont en Italie. L'étape est remportée par Edvald Boasson Hagen alors que Thomas Voeckler garde la tête du classement général.

## Profil de l'étape
La 17ème étape du Tour de France 2011 relie Gap (Hautes-Alpes) à Pinerolo (Italie) sur 179 kilomètres. Cinq ascensions sont au programme : la Côte de Sainte-Marguerite (km 71,5, catégorie 3, 2,8 km à 7,4 %), la Côte de La Chaussée (km 85,5, catégorie 3, 1,4 km à 8,3 %), le Col de Montgenèvre (km 96,5, catégorie 2, 7,9 km à 6,1 %), la Montée de Sestrières (km 118, catégorie 1, 11,1 km à 6,3 %) et la Côte de Pramartino (km 171, catégorie 2, 6,7 km à 6 %). Le sprint intermédiaire prend place à Villar-Saint-Pancrace (km 81,5). La ligne d'arrivée est située Place Vittorio Veneto, soit huit kilomètres après le sommet de l'ultime ascension.

## Déroulement de la course
Quatorze coureurs prennent part à l'échappée : le Belge Björn Leukemans (Vacansoleil-DCM), le Costaricain Andrey Amador (Movistar), le Danois Edvald Boasson Hagen (Sky), l'Espagnol Rubén Pérez (Euskatel-Euskadi), les quatre Français Sandy Casar (FDJ), le champion de France Sylvain Chavanel (Quick-Step), Julien El Fares (Cofidis) et Jonathan Hivert (Saur-Sojasun), les deux Kazakhs Dmitriy Fofonov (Astana) et Dmitriy Muravyev (RadioShack), les deux Néerlandais Bauke Mollema (Rabobank) et Maarten Tjallingii (Rabobank), le Polonais Maciej Paterski (Liquigas-Cannondale) et le Slovène Borut Bozic (Vacansoleil-DCM). Sylvain Chavanel passe en tête au sommet de la Côte de Sainte-Marguerite, première montée répertoriée de la journée sur les cinq au programme. Le sprint intermédiaire de Villar-Saint-Pancrace n'est pas disputé par l'échappée, Sandy Casar passe en première position. Derrière, Mark Cavendish s'empare de l'ultime point donné.
Sylvain Chavanel est le premier à passer au sommet de la Côte de La Chaussée et au Col de Montgenèvre. En parallèle, le Belge Kevin De Weert (Quick-Step), l'Irlandais Nicolas Roche (AG2R) et le Néerlandais Johnny Hoogerland (Vacansoleil-DCM) partent en contre, en vain. Le peloton passe au sommet de ce dernier avec un retard de six minutes et trente secondes sur l'échappée. Rubén Pérez passe en solitaire dans la station de Sestrières, avec une avance d'une minute sur le reste de l'échappée et de deux sur le groupe de poursuivants. Le groupe Maillot Jaune, lui, est à plus de sept minutes. Rubén Pérez résiste à l'échappée dans la longue descente de 45 kilomètres sur Villar Perosa et entame donc seul l'ultime ascension, la Côte de Pramartino (6,7 km à 6%). L'Espagnol est rattrapé et c'est au tour du champion de France 2010 puis d'Edvald Boasson Hagen d'attaquer à leur tour. Ce dernier passe en tête au sommet, avec une avance de quinze secondes sur le duo Mollema - Hivert et de près de cinq minutes sur le groupe Maillot Jaune. La descente est marquée par les chutes et les sorties de route de Bauke Mollema et du Maillot Jaune Thomas Voeckler. Le Norvégien s'impose en solitaire dans les rues de Pinerolo, après une deuxième place honorable la veille à Gap. Bauke Mollema franchit la ligne d'arrivée quarante secondes derrière le vainqueur du jour, le reste de l'échappée parvient à la rallier avant les favoris, qui arrivent à plus de quatre minutes sans la présence du Maillot Jaune Thomas Voeckler, en raison de ses déboires dans la descente de la dernière ascension, qui perd ce jour-là une vingtaine de secondes sur ces principaux rivaux.

## Sprints
| Premier     | Sandy Casar          | 20 pts. |
| Deuxième    | Edvald Boasson Hagen | 17 pts. |
| Troisième   | Rubén Pérez          | 15 pts. |
| Quatrième   | Maarten Tjallingii   | 13 pts. |
| Cinquième   | Björn Leukemans      | 11 pts. |
| Sixième     | Julien El Fares      | 10 pts. |
| Septième    | Dmitriy Fofonov      | 9 pts.  |
| Huitième    | Maciej Paterski      | 8 pts.  |
| Neuvième    | Bauke Mollema        | 7 pts.  |
| Dixième     | Sylvain Chavanel     | 6 pts.  |
| Onzième     | Borut Božič          | 5 pts.  |
| Douzième    | Dmitriy Muravyev     | 4 pts.  |
| Treizième   | Jonathan Hivert      | 3 pts.  |
| Quatorzième | Andrey Amador        | 2 pts.  |
| Quinzième   | Mark Cavendish       | 1 pt.   |

| Premier     | Edvald Boasson Hagen | 20 pts. |
| Deuxième    | Bauke Mollema        | 17 pts. |
| Troisième   | Sandy Casar          | 15 pts. |
| Quatrième   | Julien El Fares      | 13 pts. |
| Cinquième   | Sylvain Chavanel     | 11 pts. |
| Sixième     | Dmitriy Fofonov      | 10 pts. |
| Septième    | Maciej Paterski      | 9 pts.  |
| Huitième    | Dmitriy Muravyev     | 8 pts.  |
| Neuvième    | Jonathan Hivert      | 7 pts.  |
| Dixième     | Borut Božič          | 6 pts.  |
| Onzième     | Andrey Amador        | 5 pts.  |
| Douzième    | Rubén Pérez          | 4 pts.  |
| Treizième   | Björn Leukemans      | 3 pts.  |
| Quatorzième | Nicolas Roche        | 2 pts.  |
| Quinzième   | Maarten Tjallingii   | 1 pt.   |

## Côtes
| Premier  | Sylvain Chavanel | 2 pts. |
| Deuxième | Julien El Fares  | 1 pt.  |

| Premier  | Sylvain Chavanel | 2 pts. |
| Deuxième | Björn Leukemans  | 1 pt.  |

| Premier   | Sylvain Chavanel   | 5 pts. |
| Deuxième  | Maarten Tjallingii | 3 pts. |
| Troisième | Dmitriy Fofonov    | 2 pts. |
| Quatrième | Julien El Fares    | 1 pt.  |

| Premier   | Rubén Pérez          | 10 pts. |
| Deuxième  | Sylvain Chavanel     | 8 pts.  |
| Troisième | Julien El Fares      | 6 pts.  |
| Quatrième | Maarten Tjallingii   | 4 pts.  |
| Cinquième | Jonathan Hivert      | 2 pts.  |
| Sixième   | Edvald Boasson Hagen | 1 pt.   |

| - 5. Côte de Pramartino, 2e catégorie (kilomètre 171,0) \| Premier \| Edvald Boasson Hagen \| 5 pts. \| \| Deuxième \| Bauke Mollema \| 3 pts. \| \| Troisième \| Jonathan Hivert \| 2 pts. \| \| Quatrième \| Sylvain Chavanel \| 1 pt. \| |                      |        |
| Premier | Edvald Boasson Hagen | 5 pts. |
| Deuxième | Bauke Mollema        | 3 pts. |
| Troisième | Jonathan Hivert      | 2 pts. |
| Quatrième | Sylvain Chavanel     | 1 pt.  |

## Classement de l'étape
|    | Coureur              | Pays       | Équipe              |    | Temps           |
| -- | -------------------- | ---------- | ------------------- | -- | --------------- |
| 1  | Edvald Boasson Hagen | Norvège    | Sky                 | en | 4 h 18 min 00 s |
| 2  | Bauke Mollema        | Pays-Bas   | Rabobank            | +  | 40 s            |
| 3  | Sandy Casar          | France     | FDJ                 |    | 50 s            |
| 4  | Julien El Fares      | France     | Cofidis             |    | 50 s            |
| 5  | Sylvain Chavanel     | France     | Quick Step          |    | 50 s            |
| 6  | Dmitriy Fofonov      | Kazakhstan | Astana              |    | 1 min 10 s      |
| 7  | Maciej Paterski      | Pologne    | Liquigas-Cannondale |    | 1 min 10 s      |
| 8  | Dmitriy Muravyev     | Kazakhstan | RadioShack          |    | 1 min 10 s      |
| 9  | Jonathan Hivert      | France     | Saur-Sojasun        |    | 1 min 15 s      |
| 10 | Borut Božič          | Slovénie   | Vacansoleil-DCM     |    | 2 min 20 s      |

## Classement général

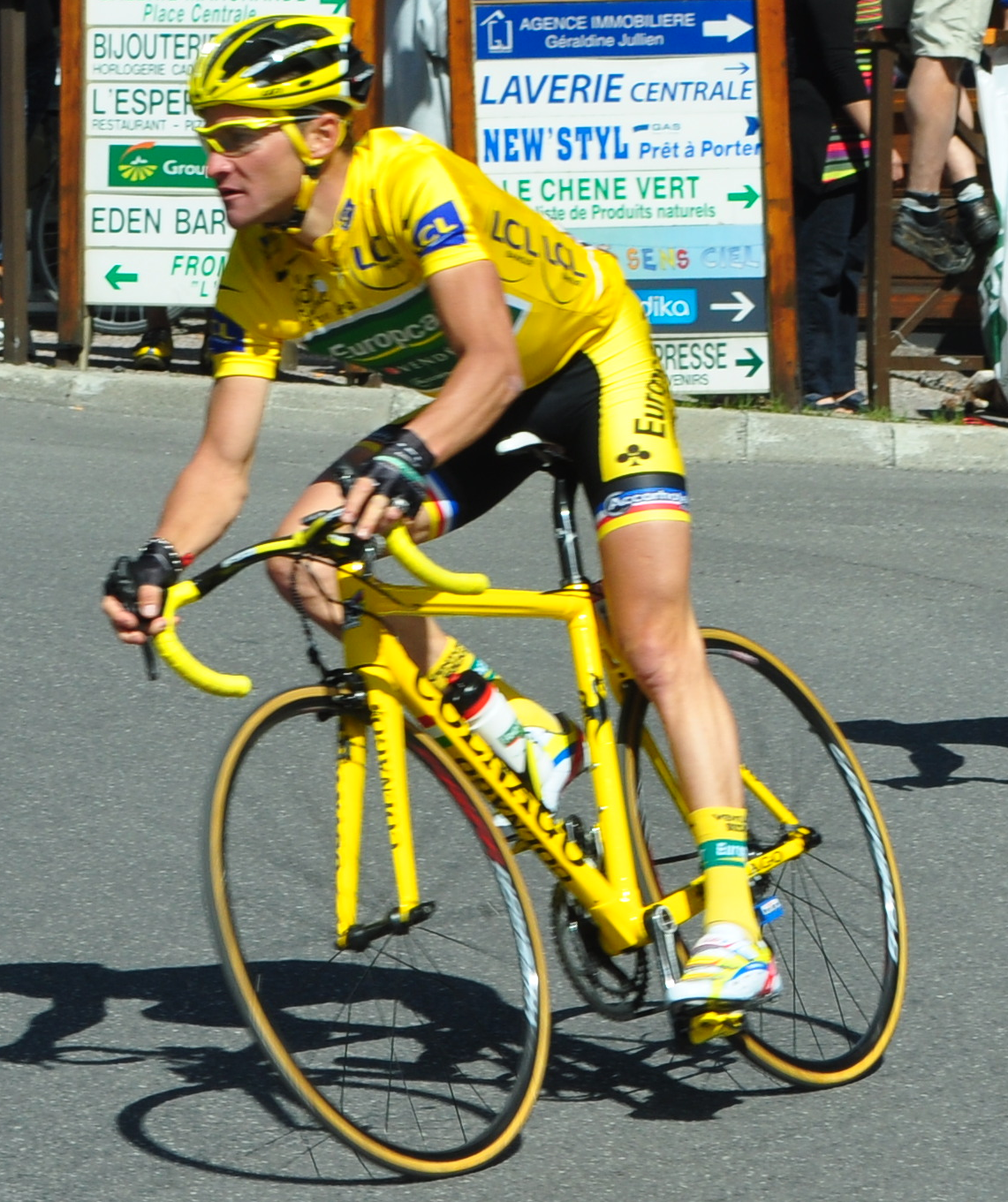
Thomas Voeckler, porteur du maillot jaune lors de la.

|    | Coureur          | Pays       | Équipe              | Temps | Temps            |
| -- | ---------------- | ---------- | ------------------- | ----- | ---------------- |
| 1  | Thomas Voeckler  | France     | Europcar            | en    | 73 h 23 min 49 s |
| 2  | Cadel Evans      | Australie  | BMC Racing          | +     | 1 min 18 s       |
| 3  | Fränk Schleck    | Luxembourg | Leopard-Trek        |       | 1 min 22 s       |
| 4  | Andy Schleck     | Luxembourg | Leopard-Trek        |       | 2 min 36 s       |
| 5  | Samuel Sánchez   | Espagne    | Euskaltel-Euskadi   |       | 2 min 59 s       |
| 6  | Alberto Contador | Espagne    | Saxo Bank-SunGard   |       | 3 min 15 s       |
| 7  | Damiano Cunego   | Italie     | Lampre-ISD          |       | 3 min 34 s       |
| 8  | Ivan Basso       | Italie     | Liquigas-Cannondale |       | 3 min 49 s       |
| 9  | Tom Danielson    | États-Unis | Garmin-Cervélo      |       | 6 min 04 s       |
| 10 | Rigoberto Urán   | Colombie   | Sky                 |       | 7 min 36 s       |

## Classements annexes

### Classement par points
|   | Cycliste           | Pays        | Équipe             | Points |
| - | ------------------ | ----------- | ------------------ | ------ |
| 1 | Mark Cavendish     | Royaume-Uni | HTC-Highroad       | 320    |
| 2 | José Joaquín Rojas | Espagne     | Movistar           | 285    |
| 3 | Philippe Gilbert   | Belgique    | Omega Pharma-Lotto | 250    |

### Classement du meilleur grimpeur
|   | Cycliste        | Pays     | Équipe             | Points |
| - | --------------- | -------- | ------------------ | ------ |
| 1 | Jelle Vanendert | Belgique | Omega Pharma-Lotto | 74     |
| 2 | Samuel Sánchez  | Espagne  | Euskaltel-Euskadi  | 72     |
| 3 | Jérémy Roy      | France   | FDJ                | 45     |

### Classement du meilleur jeune
|   | Cycliste       | Pays     | Équipe   | Temps | Temps            |
| - | -------------- | -------- | -------- | ----- | ---------------- |
| 1 | Rigoberto Urán | Colombie | Sky      | en    | 73 h 31 min 25 s |
| 2 | Rein Taaramäe  | Estonie  | Cofidis  | +     | 59 s             |
| 3 | Pierre Rolland | France   | Europcar |       | 2 min 27 s       |

### Classement par équipes
|   | Équipe            | Pays       | Temps | Temps             |
| - | ----------------- | ---------- | ----- | ----------------- |
| 1 | Garmin-Cervélo    | États-Unis | en    | 219 h 41 min 46 s |
| 2 | Team Leopard-Trek | Luxembourg | +     | 5 min 27 s        |
| 3 | AG2R La Mondiale  | France     |       | 8 min 04 s        |

## Abandon
- Paolo Tiralongo (Astana) : abandon[1]